# Смит, Джон (канцлер казначейства)
Джон Смит (англ. John Smith; 1655 — 2 октября 1723) — английский государственный и политический деятель, дважды занимавший пост канцлера казначейства.

## Биография
Джон Смит родился около 1655 года в семье Смита из Тидворта. Дед политика, Томас Смит, был богатым лондонским купцом.
Получил будущий казначей неплохое образование в оксфордском колледже Св. Иоанна. Однако он не смог окончить данное учреждение. Через некоторое время он становится учащимся Миддл-Тэмпл. В 1679 году Смит избирается в палату общин, нижнюю палату английского парламента, членом которой он пробыл вплоть до своей смерти.
Конец XVII — начало XVIII был временем расцвета политической карьеры Джон Смита. Данный деятель играл важную роль в управлении казначейством. В 1694 году он был назначен лордом-заседателем казначейства. С 1699 по 1701 год Джот Смит занимал пост канцлера казначейства. В 1705—1708 годах этот видный политический деятель был спикером палаты общин, нижней палаты парламента. Примечательно, что это был последний спикер палаты общин Англии и первый председатель британской палаты общин. В течение двух лет (с 1708 по 1710) этот политик повторно занимал должность канцлера казначейства.
После падения коалиционного кабинета Мальборо Джон Смит был отрешён от занимаемой должности. На этом посту его сменил Роберт Харли. Когда королева Анна умерла, Смит вновь занимал важнейшие государственные должности, но былого влияния не имел. Он умер 2 октября 1723 года.

## Личная жизнь
Был женат на Анне Стрикленд, дочери английского парламентария Томаса Стрикленда. В их браке родилось 7 детей.